# Frederique van der Wal

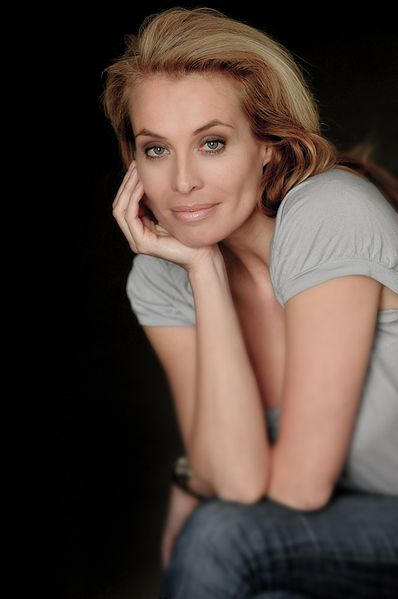
Frederique van der Wal

Frederique van der Wal (La Haya, 30 de agosto de 1967) es una modelo holandesa.

## Biografía
Ganó el concurso Elite Look of the Year, comenzando su carrera como modelo en Europa, pero pronto se trasladó a Nueva York. Después de salir en las portadas de Cosmopolitan, Glamour y Vogue, comenzó una asociación cercana con el catálogo de ropa íntima de Victoria's Secret, en el que ha aparecido regularmente durante más de seis años.
Lanzó su propia línea de vestidos de baño, ropa íntima y perfumes. Ha sido modelo para Revlon y Guess?. En 1999 participó en la película Wild Wild West.
- Wikimedia Commons alberga una categoría multimedia sobre Frederique van der Wal.

- Datos: Q2326640
- Multimedia: Frederique van der Wal / Q2326640